# Impatiens manaharensis
Impatiens manaharensis är en balsaminväxtart som beskrevs av Henri Ernest Baillon. Impatiens manaharensis ingår i släktet balsaminer, och familjen balsaminväxter. Inga underarter finns listade i Catalogue of Life.